# ТЭС Влоцлавек
ТЭС Влоцлавек — тепловая электростанция в Польше, построенная по технологии комбинированного парогазового цикла. 
Объект заказал концерн PKN Orlen, известный деятельностью в нефтеперерабатывающей отрасли. Для её размещения выбрали участок к западу от города Влоцлавек в Куявско-Поморском воеводстве (северная Польша). Турбины для энергоблока мощностью 463 МВт поставила компания General Electric: газовую 9FB и паровую 109D-14. Котёл-утилизатор изготовила южнокорейская компания Doosan.
Выдача продукции осуществляется в общенациональную сеть по ЛЭП, работающей под напряжением 220 кВ, и по ЛЭП 110 кВ к принадлежащему PKN Orlen химическому заводу ANWIL, который потребляет почти половину электроэнергии ТЭС. Кроме того, станция взяла на себя обеспечение площадки ANWIL теплом (расположенная здесь ТЭЦ Влоцлавек прекратила производство электроэнергии и выполняет лишь вспомогательную роль в теплоснабжении).
Строительство станции, введённой в эксплуатацию в середине 2016 года, обошлось в 350 млн долларов США.
ТЭС Влоцлавек стала второй (после станции Зелёна-Гура) крупной польской теплоэлектростанцией, рассчитанной на использование природного газа. Газ может поступать через расположенный во Влоцлавеке узел выдачи из газопровода Ямал — Европа или по газотранспортному коридору Ярослав — Варшава — Гданьск.